# Močovice
Močovice (en allemand : Motschowitz) est une commune du district de Kutná Hora, dans la région de Bohême-Centrale, en République tchèque. Sa population s'élevait à 405 habitants en 2020.

## Géographie
Močovice se trouve à 3 km à l'ouest de Čáslav, à 7,5 km au sud-est de Kutná Hora et à 69 km à l'est-sud-est de Prague.
La commune est limitée par Třebešice au nord, par Čáslav à l'est, par Krchleby au sud, par Vodranty au sud-ouest et par Kluky à l'ouest.

## Histoire
La première mention écrite de la localité date de 1324.

## Transports
Par la route, Močovice se trouve à 4 km de Čáslav, à 13 km de Kutná Hora et à 88 km de Prague.